# Gonatus kamtschaticus
Gonatus kamtschaticus är en bläckfiskart som först beskrevs av Middendorff 1849.  Gonatus kamtschaticus ingår i släktet Gonatus och familjen Gonatidae. Inga underarter finns listade i Catalogue of Life.